# Chortica
Chortica (ros. Хортица) – wieś (sieło) w Rosji, w obwodzie orenburskim, w rejonie aleksandrowskim. W 2021 liczyła 613 mieszkańców.